# Panorama 3
Panorama 3 ist das politische Fernsehmagazin im NDR Fernsehen. Erstmals ausgestrahlt wurde die Sendung am 21. August 2012. Sie ist der zweite Ableger des Magazins Panorama nach Panorama – die Reporter und läuft dienstags um 21:15 Uhr im NDR Fernsehen. Darüber hinaus wird das Magazin auch auf tagesschau24 wiederholt.
Bis Oktober 2021 wurde das Magazin von Susanne Stichler moderiert. Seitdem moderieren Aimen Abdulaziz-Said und Lea Struckmeier im Wechsel.
Panorama 3 ist eine Weiterentwicklung der Marke Panorama. Ein Schwerpunkt der Sendung sind Themen aus Norddeutschland. Recherchen zum Textildiscounter KiK und zum System Maschmeyer machten die Reihe auch überregional bekannt.

## Auszeichnungen
2013 wurde die Panorama-3-Produktion Ausländer raus! – Hetze gegen Flüchtlingsheim sowohl mit dem europäischen CIVIS-Medienpreis für Integration und kulturelle Vielfalt als auch mit dem Marler Medienpreis ausgezeichnet.